# Nicolás Bravo (Paraíso)
Nicolás Bravo es un poblado del municipio de Paraíso ubicado en la subregión de la Chontalpa del estado mexicano de Tabasco.

## Geografía
La localidad se ubica a 14.3 kilómetros (en dirección noreste) de la ciudad de Paraíso, la cabecera y lugar más poblado del municipio. Se sitúa en las coordenadas geográficas 18°17′39″N 93°07′48″O / 18.294167, -93.130000, a una elevación de 1 metro sobre el nivel del mar.

## Demografía
Según el Conteo de Población y Vivienda 2020, efectuado por el Instituto Nacional de Estadística y Geografía, la localidad de Nicolás Bravo tiene 2,394 habitantes, de los cuales 1,203 son del sexo masculino y 1,191 del sexo femenino. Su tasa de fecundidad es de 2.28 hijos por mujer y tiene 641 viviendas particulares habitadas.
| Gráfica de evolución demográfica de Nicolás Bravo entre 1950 y 2020 |
|                                                                     |
| INEGI.                                                              |